# Loge Alsace-Lorraine
La loge Alsace-Lorraine était une loge maçonnique du Grand Orient de France active à la fin du XIXe siècle. Fondée le 6 septembre 1872.
Elle se caractérisait par son recrutement prestigieux et son orientation patriotique. Elle se composait principalement d'hommes politiques d'ingénieurs, d'intellectuels et d'artistes.
Parmi les membres célèbres de cette loge on compte :
- Frédéric Auguste Bartholdi, initié le 14 octobre 1875 ;
- Alexandre Chatrian, initié en 1875, le même jour que Bartholdi[2] ;
- Henri Collignon, vénérable de la loge Alsace-Lorraine depuis le 11 décembre 1913[3].
- Henri Deloncle[4] ;
- Paul Doumer[5] ;
- Emile Erckmann ;
- Jules Ferry[6], initié le 8 juillet 1875 avec Émile Littré par la Loge La Clémente Amitié à l'Orient de Paris ;
- Antoine-Léonce Guyot-Montpayroux, initié le 25 septembre 1870[7] ;
- Joseph Joffre, initié en 1875 ;
- Charles Lauth, initié le 8 septembre 1872, vénérable avant 1881[8] ;
- Jean Macé (également membre de la loge La Parfaite Harmonie à Mulhouse) ;
- Pierre Savorgnan de Brazza, initié en 1888 ;
- Édouard Siebecker, orateur de la loge en 1878[9] ;
- Edmond Valentin, initié le même jour que Lauth[6].